# كهف كانيلوبري
كهف كانيلوبري (بالإسبانية: Cueva de Canelobre)‏ هو كهف كارست يقع في بلدية بوسوت الصغيرة، مقاطعة لقنت، في منطقة بلنسية في إسبانيا. تبلغ مساحتها التقديرية 18,950 م2 (204,000 قدم2) على الأقل. وهي واحدة من أكبر الكهوف وأكثرها شهرة في فالنسيانا.
درس الباحثون العديد من الجوانب في الكهوف، بما في ذلك المناخ المحلي وماء التنقيط.

## وصلات خارجية
- Caves of Canelobre, official website
- The Caves of Canalobre, mariblanca.co.uk